# No Relations
No Relations è il settimo album della cantautrice e ballerina statunitense LaToya Jackson, pubblicato nel 1991.

## Descrizione
Il brano Sexbox uscì come singolo in Europa raggiungendo la 25ª posizione nella classifica dei Paesi Bassi. Let's Rock the House fu il secondo singolo estratto, ma non ottenne molto successo.
Be My Playboy, una canzone già inclusa nell'album Bad Girl, appare qui in uno dei suoi demo originali. Presente è anche una cover di Reggae Nights, un brano nominato ai Grammy Awards, originariamente scritto dalla Jackson  per il cantante reggae Jimmy Cliff.

## Tracce
1. Sexbox – 4:02 (Menace)
2. Wild Side – 6:15 (Menace)
3. Submission – 4:08 (John Bartels)
4. Reggae Nights – 4:08 (John Bartels)
5. Could This Be Love We're Making – 4:00 (Victor Franco)
6. To Prove My Love – 3:56 (Damon Rochefort)
7. Times Are Changing – 3:59 (Damon Rochefort)
8. Be My Playboy – 4:43 (Anthony Monn)
9. Let's Rock the House – 3:26 (Marc Hartman, Micro Mania)
10. Sexbox (Album Version) – 7:22 (Menace)